# Командна гра (Доктор Хаус)
«Командна гра» (англ. Teamwork)  — сьома серія шостого сезону американського телесеріалу «Доктор Хаус». Прем'єра епізоду проходила на каналі FOX 16 листопада 2009. Доктор Хаус і його нова команда мають врятувати чоловіка, який виріс у чистому навколишньому середовищі і через що мало не загинув.

## Сюжет
Під час зйомок порнофільму у актора Геррі починається сильний біль в очах. Кемерон пропонує Чейзу звільнитися і піти працювати у іншу лікарню, оскільки тут все нагадує про Дібалу. Чейз погоджується і подружжя вирішує піти. Хаус наказує перевірити пацієнта на венеричні і токсологічні захворювання, зробити люмбарну пункцію і переглянути історію хвороби чоловіка. Під час пункції у пацієнта виникає спазм у м'язах рук. Хаус розуміє, що йому потрібна команда, яка не буде складатися з одного Формана, тому намагається повернути Тауба і Тринадцяту. Тауб не хоче повертатись, але думає, що проблема у мозку. Тринадцята також не бажає працювати у Хауса.
Форман вважає, що у пацієнта церебральний васкуліт. Хаус наказує почати лікування і зробити МНГ, біопсію нервів та ангіограму мозку. Форман розуміє, що сам не впорається і просить Кемерон та Чейза залишитись хоча б до кінця справи. Кемерон думає, що у Геррі дефіцит вітаміну Д. Чейз погоджується з нею і, незважаючи на прохання Формана зробити ангіограму мозку, проводить опромінення ультрафіолетом і вводить пацієнту вітамін Д. Під час опромінення у Геррі виникає кровотеча з носа та патахіальний крововилив. Кемерон вважає, що у чоловіка менінгококова інфекція і Хаус наказує почати лікування. Лікування не допомагає, оскільки у пацієнта підвищується температура. Хаус знову йде до Тауба, але він твердо стоїть на своєму. Проте він думає, що велика кількість бактерій заблокувала кровоносні судини. Якщо їх видалити — лікування від менінгококу подіє. Але у чоловіка починає відмовляти печінка, що каже про те, що це не менінгокок.
Чейз думає, що у пацієнта склерозеруючий холангіт і Хаус наказує зробити РХП. Також Хаус наказує почати шукати донора, оскільки хвороба дуже скоро може зруйнувати печінку. Під час огляду підшлункової залози команда розуміє, що печінка Геррі заповнена глистами, що вказує на стронгілоїдоз. Проте невдовзі легені Геррі починаються наповнюватись рідиною. Хаус вважає, що у нього лімфома і наказує підготувати чоловіка до хімієтерапії. У пацієнта виникає зупинка серця і його кров потрапляє до сечі. Хаус думає, що пацієнту потрібно провести пересадку кісткового мозку, тому наказує провести опромінення. Але Тауб і Тринадцята розуміють, що погіршення стану відбулось якраз після знищення глистів. Насправді вони допомагали пацієнту від хвороби Крона. Хаус наказує почати лікування. Тауб і Тринадцята вирішують повернутися до команди, а Чейз — залишитися. Натомість Кемерон остаточно звільняється. Вона каже Хаусу, що кохала його, а також кидає Чейза.